# Окія

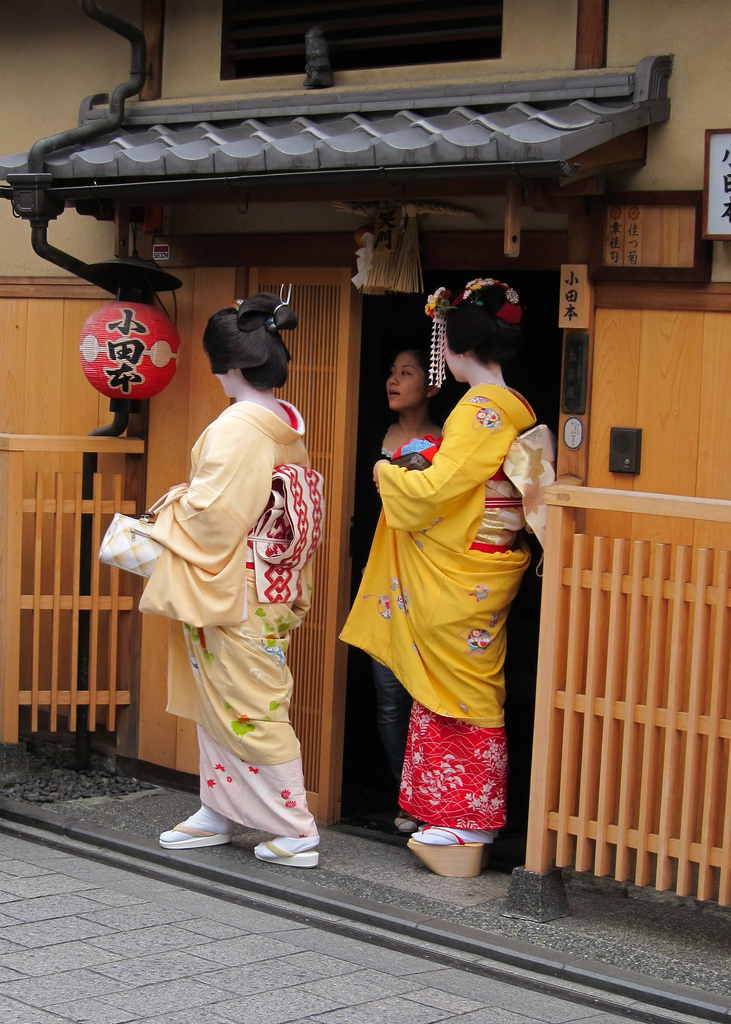
Гейша, майко та сікомі біля входу в окія Одамото. Кіото

Окія (яп. 置 屋, окія, дослівно «заснований дім») — будинок, де проживають гейші. Кожний окія управляється «мамою» (яп. お 母 さ ん, о-ка:-сан), в ньому живуть як уже працюють повноправні гейші, так і учениці — майко та хангьоку.
У великих містах — Кіото, Токіо, Осаці — окія розташовуються в ханаматі — кварталах гейш. В Нарі залишився всього один ханаматі, а спорожнілі окія перебудували в ресторани.
Чоловікам зазвичай заборонено входити в окія. Виняток становлять одягальники отокосі (яп. 男 衆), члени «Кембан-сьо» — організації, що завідує справами гейш; вчителі, перукарі та майстри зі створення перук — всім їм можна входити в окія в будь-який час.

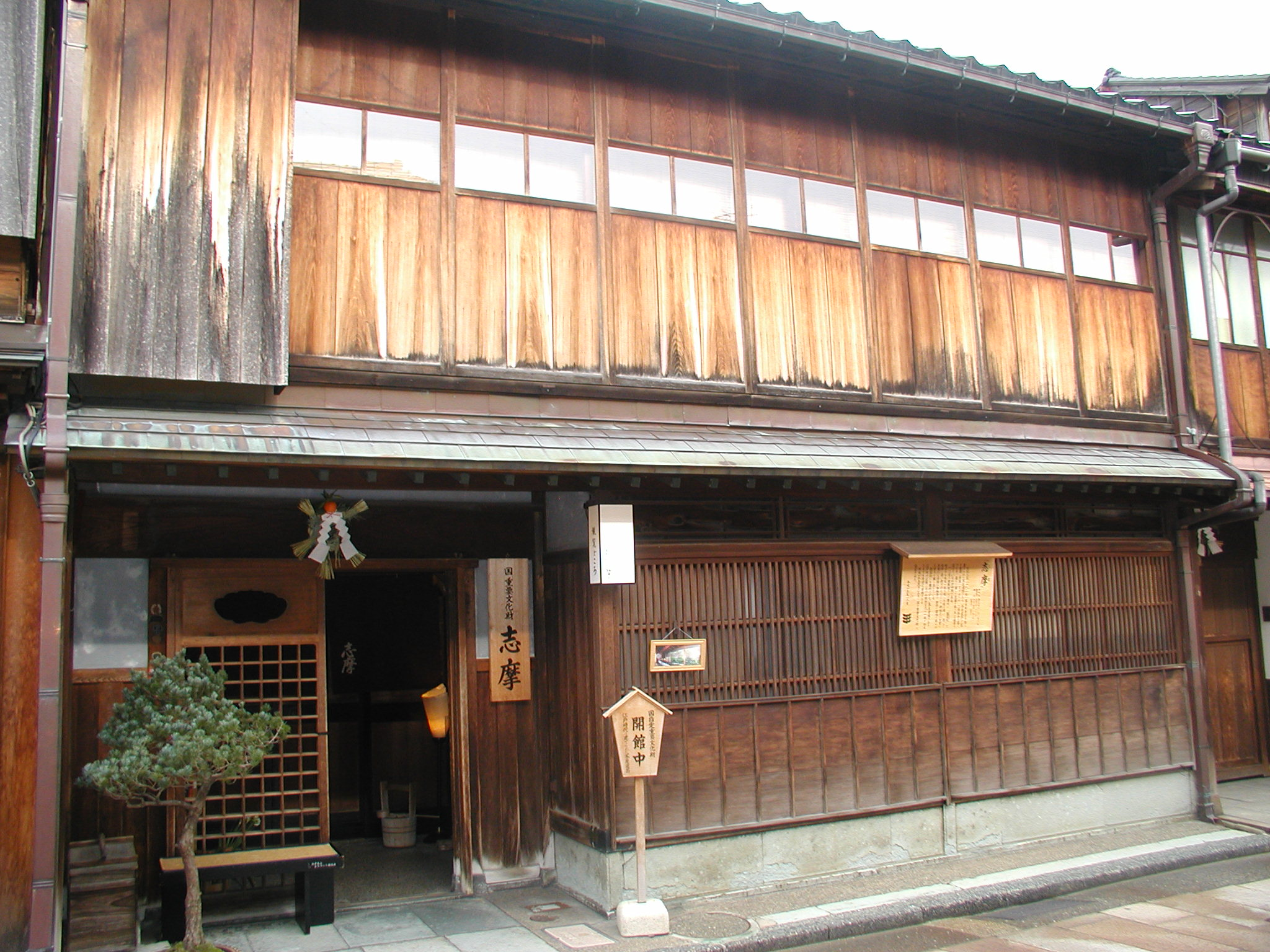
Сима, окія в Канадзаві
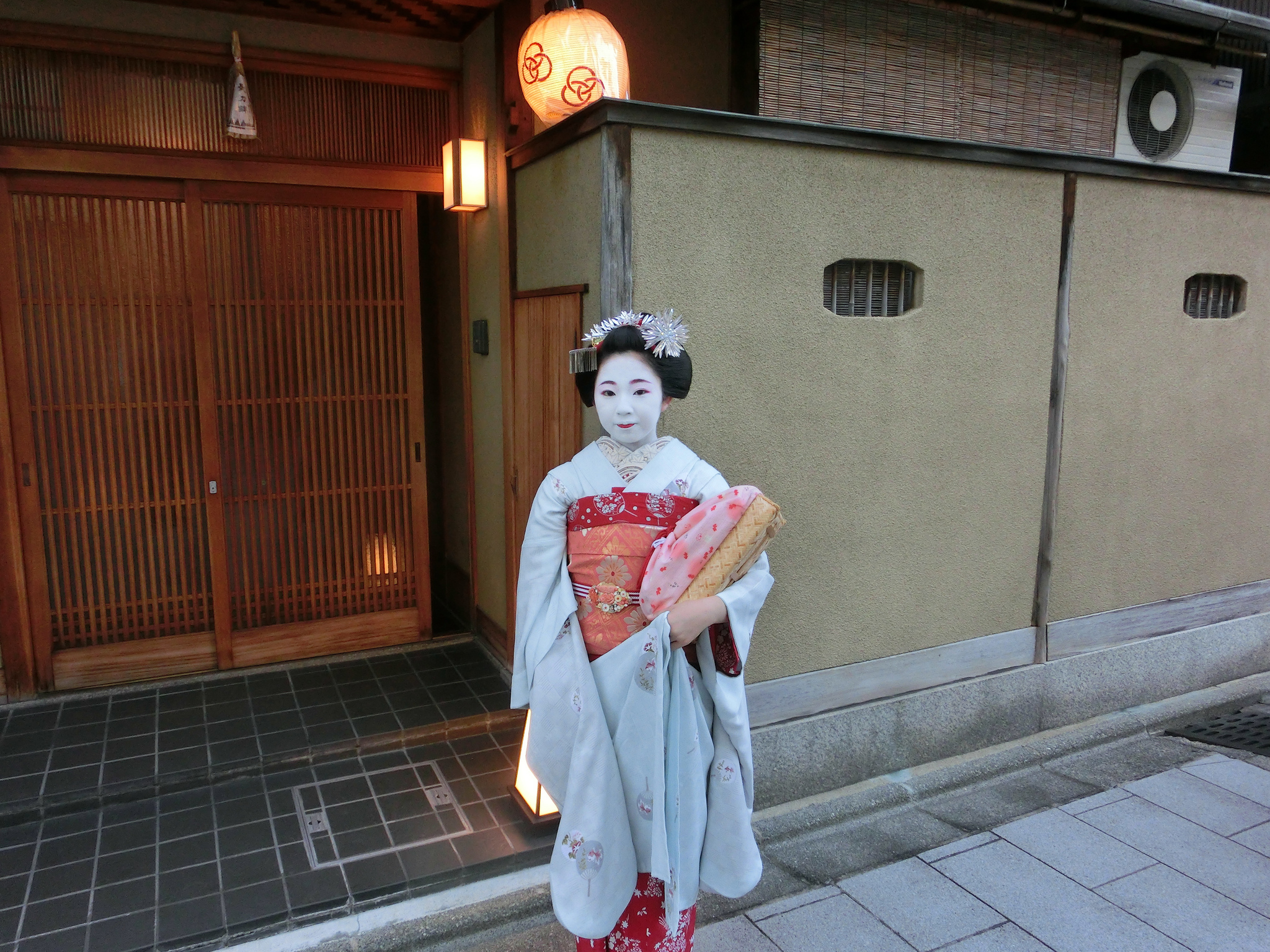
Майко Тосімомо біля окія
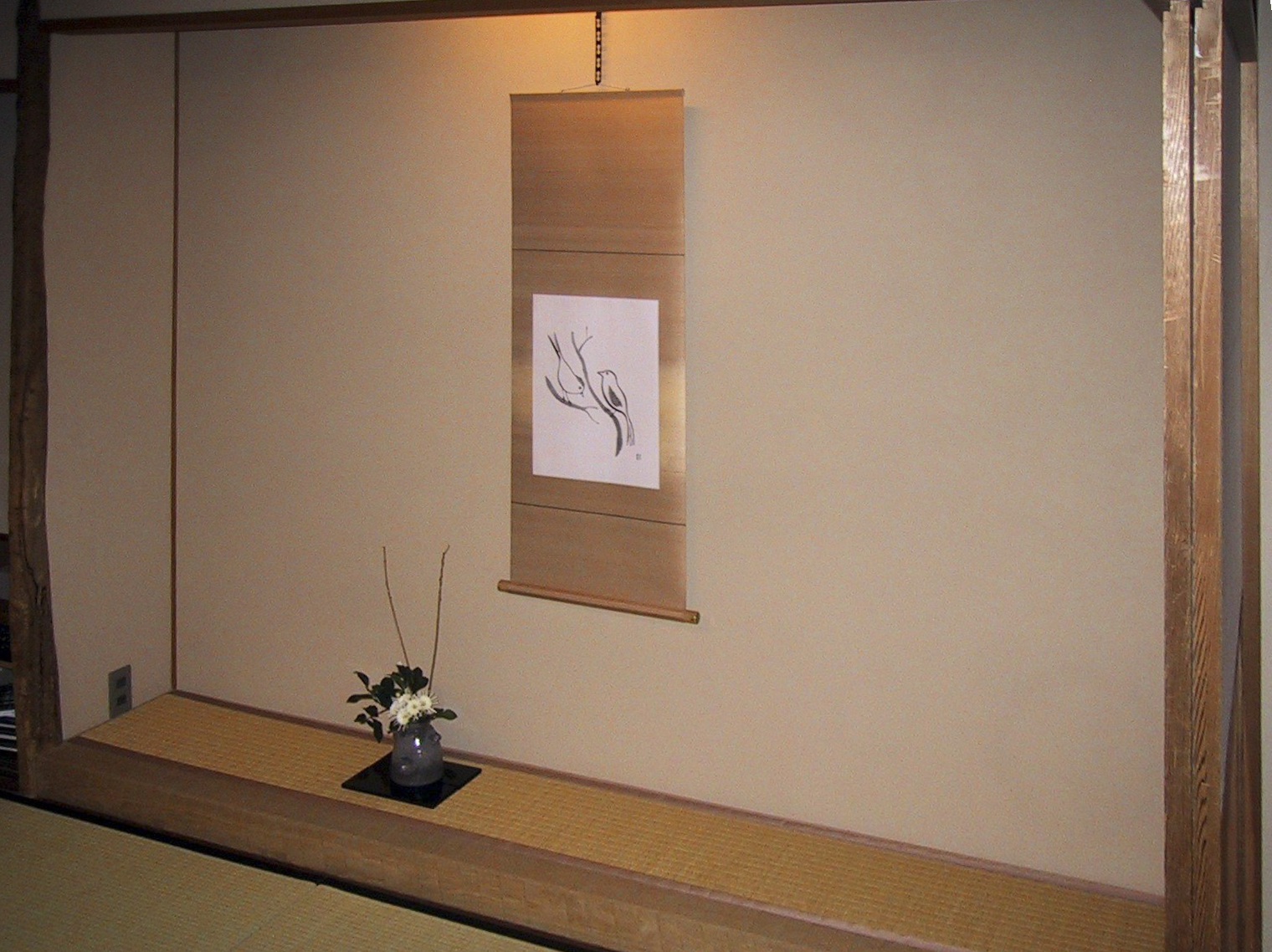
Сувій та ікебана в токонома

### Документальна
- Лайза Делбі: Geisha', 2004, ISBN 3-499-26491-9
- Ursula Richter:'The Life of Geisha, 2007, Luebbe Verlag, ISBN 978-3-404-60586-6
- Michael Stein:Japanese courtesans: A Cultural History of the Japanese champions of the art entertainment and eroticism of twelve centuries, iudicium, Munich 1997
- Christoph Neumann:So nervous Japan — the unvarnished madness of Japanese everyday life, Piper Verlag Travel Library, 2008, ISBN 978-3492245081
- Florian Coulmas,Die Kultur Japans — Tradition und Moderne, Verlag CH Beck, 2008, ISBN 978-3406587764

### Художня
- Мінеко Івасакі і Ренді Браун: Geisha: A Life.
- Kiharu Nakamura:Kiharu, Memoirs of a Geisha.